# 末次元康
末次 元康（すえつぐ もとやす）／ 毛利 元康（もうり もとやす）は、戦国時代から安土桃山時代にかけての武将。毛利氏の家臣。毛利元就の八男。厚狭毛利家の祖。

## 生涯
永禄3年（1560年）、安芸国高田郡吉田庄にて安芸国の戦国大名・毛利元就の八男として誕生。
父・元就に出雲国末次庄2400貫の所領と末次城を与えられたことから、名字を「末次」と称した。また、椙杜家に養子に入っていた同母兄の元秋の跡を継いで椙杜家の家督を継いだともされる。
天正4年（1578年）に兄・元春に従い因幡国宮石城を攻め初陣の功名をあげた。天正13年（1585年）、毛利家が四国攻めに参加した隙に南条直秀に伯耆国河原山城を奪われた際には、同城を奪還し戦功を讃えられた。同年、元康は急死した同母兄の元秋の家督を相続し出雲の月山富田城主となった。天正19年（1591年）に豊臣秀吉が吉川家当主の吉川経言（広家）に月山富田城への移封を命じたため、元康は備後国の神辺城へと移された。
文禄元年（1592年）から始まる文禄・慶長の役にも主君・輝元の名代として朝鮮に出陣している。碧蹄館の戦いでは明軍に攻め込み、敵兵1000人余りを打ち取って勝利の発端を作るなど大きな戦功を立て、秀吉から感状を送られる。また、文禄4年（1595年）2月22日には従五位下・大蔵大輔に任じられ、豊臣姓を与えられている。文禄の役後の慶長3年（1598年）、瀬戸内海に接する小さな半島上に王子山城を築城し居城を神辺から移した。嫡男・元宣もこの城で生まれている。
慶長5年（1600年）、秀吉の死後、徳川家康と石田三成や宇喜多秀家らが対立すると、毛利家中はどちらに味方するか大いに揉めた。そのため、元康は家中の収拾に当たりながら、輝元の命を受け堅田元慶らと藤堂高虎、加藤嘉明の所領であった伊予国の住人・久枝又左衛門に内応するように書状を送る等、積極的な内応工作にも従事していた。
関ヶ原の戦いでは前哨戦の伏見城攻撃に加わり、元康は伏見城落城後には西軍の大将として15000人の軍勢を率い、京極高次の篭る大津城を攻めた（大津城の戦い）。元康は本陣を長等山に置き、ここから立花宗茂の軍勢と連携して大砲で城内に攻撃を加えた。9月13日には総攻撃を開始し、堀を埋め、三の丸、二の丸を落として本丸に迫り、9月15日には城主・高次の軍を降伏させるがこの日は関ヶ原の本戦当日であり、結局、本戦には間に合わなかった。主力の敗北を伝え聞いた元康らは大坂城に戻り抗戦の準備を進めたが、輝元の意向により大坂城を退去して帰国した。
関ヶ原の戦い後の毛利氏の減封に伴い、元康も同年11月2日に長門国厚狭郡の荒滝城付近の7700石を与えられたが、慶長6年（1601年）1月13日に大坂木津の毛利宿陣で病死した。享年42。幼少の嫡男・元宣が後を継いだ。
元康の子孫は後に1万500石を与えられ、長州藩一門家老の厚狭毛利家となった。

## 逸話

### 元康と元安橋
広島市内に架かる元安橋は、元康の名にちなんで命名されたものである。この橋は、輝元による広島築城に際して架橋された。元康とこの橋との関係は、元康自身が架橋を指揮したという説、あるいは元康の屋敷に続く通りに架橋されたとする説がある。この橋の架かる川が、元安橋にちなんでやがて元安川と呼ばれたため、元康は間接的に川の名にも関わっている。

## 系譜
- 父：毛利元就（1497-1571）
- 母：三吉氏
- 正室：杉原盛重の娘（?-?） - 離縁[4]。
- 継室：矢野局（?-1611） - 吉見広頼の娘。慶長16年5月27日（1611年7月7日）に死去[4]。周防国山口の周慶寺に葬られる[4]。法名は慶誉栄賀[4]。
- 側室：心性院（?-1660） - 京都の蒲生某の娘[4]。万治3年4月12日（1660年5月20日）に死去[4]。長門国厚狭郡の宝珠山洞玄寺に葬られる[4]。法名は心性院虚舟宗白[4]。
  - 長男：毛利元宣（1598-1667） - 厚狭毛利家3代当主。

## 関連作品
- 『葵 徳川三代』（NHK大河ドラマ、2000年、演：坂部文昭） - 役名は「毛利元康」